# Друзья встречаются вновь
«Друзья встречаются вновь» — советский приключенческий художественный фильм, снятый в 1939 году режиссёром Камилем Ярматовым на Сталинабадской киностудии.
Премьера фильма состоялась 19 июня 1939 года.

## Сюжет
Действие фильма происходит в первые годы Советской власти в Таджикистане. Отряд советских военных топографов работает над созданием карты в таджикских пограничных песках . Среди топографов скрывается Шир-хан, главарь банды басмачей и агент иностранной разведки. В песках на отряд нападают басмачи. Топографы мужественно сражаются с врагами и защищают ещё не нанесённую на карту советскую землю…

## В ролях
- Олег Жаков — Корниенко, комиссар отряда
- Касим Мухутдинов — Даньяр (курбаши Шир-хан)
- Николоз Санишвили — майор Атаев
- Василий Зайчиков — профессор Никитин
- Т. Рахманина — Рано, воспитанница отряда
- Григорий Любимов — Рогов
- Рахим Пирмухамедов — проводник
- Леонид Кмит — шофёр
- Бори (Барри) Хайдаров — журналист
- Пётр Галаджев — профессор Иракский
- Амин Турдыев — шофёр Расул (нет в титрах)